# Mozambique op de Olympische Zomerspelen 2016
Mozambique nam deel aan de Olympische Zomerspelen 2016 in Rio de Janeiro, Brazilië. De selectie bestond uit zes atleten, actief in vier verschillende sporten. Kanovaarder Joaquim Lobo droeg de Mozambikaanse vlag tijdens de openings- en sluitingsceremonie. 

## Deelnemers en resultaten
(m) = mannen, (v) = vrouwen 

### Atletiek
| Olympiër   | Discipline       | Resultaat | Prestatie             |
| ---------- | ---------------- | --------- | --------------------- |
| Kurt Couto | 400 m horden (m) | 28e       | serie 5: 6de in 49,74 |

### Judo
| Olympiër      | Discipline | Resultaat | Prestatie                                             |
| ------------- | ---------- | --------- | ----------------------------------------------------- |
| Marlon Acácio | –81kg (m)  | 17e       | 1ste ronde: vrij 2de ronde: V van BRA Penalber: ippon |

### Kanovaren
| Olympiër                    | Discipline    | Resultaat | Prestatie                                                                          |
| --------------------------- | ------------- | --------- | ---------------------------------------------------------------------------------- |
| Joaquim Lobo                | C-1 200m (m)  | 25e       | serie 2: 6de in 44,949                                                             |
| Mussa Chamaune              | C-1 1000m (m) | 15e       | serie 1: 7de in 5.00,454 halve finale 2: 8ste in 5.07,281                          |
| Mussa Chamaune Joaquim Lobo | C-2 1000m (m) | 11e       | serie 1: 5de in 4.14,002 halve finale 1: 4de in 4.23,965 finale B: 3de in 4.38,732 |

### Zwemmen
| Olympiër            | Discipline           | Resultaat | Prestatie                   |
| ------------------- | -------------------- | --------- | --------------------------- |
| Igor Mogne          | 100m vrije slag (m)  | 45e       | serie 2: 1ste in 50,65 (NR) |
|                     |                      |           |                             |
| Jannah Sonnenschein | 100m vlinderslag (v) | 39e       | serie 2: 7de in 1.04,21     |